# Költjärnen (Envikens socken, Dalarna, 674454-149830)
Költjärnen är en sjö i Falu kommun i Dalarna och ingår i Dalälvens huvudavrinningsområde. Sjön har en area på 0,0955 kvadratkilometer och ligger 139,4 meter över havet.

## Delavrinningsområde
Költjärnen ingår i det delavrinningsområde (674587-149899) som SMHI kallar för Utloppet av Vågsjön. Medelhöjden är 187 meter över havet och ytan är 23,38 kvadratkilometer. Räknas de 80 avrinningsområdena uppströms in blir den ackumulerade arean 1 007,39 kvadratkilometer. Lillälven (Tängerströmmen) som avvattnar avrinningsområdet har biflödesordning 2, vilket innebär att vattnet flödar genom totalt 2 vattendrag innan det når havet efter 255 kilometer. Avrinningsområdet består mestadels av skog (66 procent). Avrinningsområdet har 2,3 kvadratkilometer vattenytor vilket ger det en sjöprocent på 9,8 procent. Bebyggelsen i området täcker en yta av 0,69 kvadratkilometer eller 3 procent av avrinningsområdet.